# لويز لي
لويز لي (بالصينية: 李司棋) هي صحفية وممثلة صينية، ولدت في 26 سبتمبر 1950 في تيانجين في الصين.

## الحياة الشخصية
عولجت لويز من السرطان وتستمر في العيش في هونغ كونغ وتسافر إلى كندا لزيارة عائلتها. ابنتها هي دي جي راديو تورونتو ليزلي ييب مع راديو A1 الصيني (سابقًا مع راديو تورونتو الأول). وهي مسيحية وعضو في زمالة الفنانين المسيحية.

## وصلات خارجية
- لويز لي على موقع IMDb (الإنجليزية)
- لويز لي على موقع ميوزك برينز (الإنجليزية)
- لويز لي على موقع أول موفي (الإنجليزية)
- لويز لي على موقع قاعدة بيانات الفيلم (الإنجليزية)